# 8 Dywizja Kawalerii (austro-węgierska)
8 Dywizja Kawalerii (Cav.-Trup.-Div. Stanislau, KTDiv. Stanislau, 8. KTDiv., 8. KD.) – wielka jednostka kawalerii cesarskiej i królewskiej Armii.
W 1901 roku została sformowana Dywizja Kawalerii Stanisławów (niem. Cavallerie-Truppen-Division Stanislau) w składzie:
- 13 Brygada Kawalerii w Stanisławowie,
- 15 Brygada Kawalerii w Tarnopolu,
- Węgierski Batalion Strzelców Polnych Nr 23 w Trembowli,
- Węgierski Batalion Strzelców Polnych Nr 29 w Zaleszczykach.

Dywizja była podporządkowana komendantowi 11 Korpusu we Lwowie.
W 1903 roku zmieniono pisownię formacji z „Cavallerie” na „Kavallerie” co wiązało się ze zmianą nazwy dywizji na „Kavallerie-Truppen-Division Stanisłau”.
W 1904 roku oba bataliony strzelców polnych zostały włączone w skład 30 Dywizji Piechoty. 
W 1912 roku dywizja została przemianowana na 8 Dywizję Kawalerii (niem. 8. Kavallerietruppendivision).
W strukturze organizacyjnej armii austro-węgierskiej podlegała bezpośrednio Naczelnemu Dowództwu (niem. Armeeoberkommando – AOK), wchodząc w skład korpusu armijnego.
Organizacja w sierpniu 1914
- Komenda 8 Dywizji Kawalerii w Stanisławowie
- 13 Brygada Kawalerii
- 15 Brygada Kawalerii
- 6 Dywizjon Artylerii Konnej[6]
- Oddział Karabinów Maszynowych[7].

## Komendanci dywizji
- FML Josef Freund von Arlhausen (1901[8] – 1904 → komendant miasta Wiednia[9])
- gen. mjr Stephan Nachodský von Neudorf (1904[10] – 1 XII 1906 → stan spoczynku)
- gen. mjr Desiderius Kolossváry de Kolosvár (1906[11] – 1907 → komendant 30 Dywizji Piechoty[12])
- gen. mjr Hermann Georg Franz von Gemmingen (1907[13] – 1 XII 1913 → stan spoczynku w stopniu tytularnego generała kawalerii)
- FML Georg von Lehmann (1913 – X 1915[14] )
- gen. mjr Maximilian von Schnehen (X 1915 – XII 1916[14] )
- gen. mjr Anton Leiter Edler von Lososina (XII 1916 – II 1917[14] )
- gen. mjr Rudolf von Dokonal (II 1917 – XI 1918[14] )